# Lazer (revista)
Lazer fue una revista publicada por Editorial Ivrea dedicada a la información analítica sobre animación y cómics principalmente, Además tocaba otros temas inherentes a la vida social en Argentina, e intermitentemente analizaba películas de acción en vivo y series mainstream. Comenzó a editarse en julio de 1997 y concluyó en julio de 2009. El último número a la venta fue el 59.
Su eslogan básicamente era una característica representativa de la publicación: "Animación, series y la corrupción del mundo". Anteriormente su eslogan era "Animación, comics y la corrupción del mundo", pero debido a un paulatino cambio en los contenidos y notas, este fue cambiado.
A lo largo de sus varios años de publicación, la revista se enfocó en captar un público de edades muy variadas y de distintos intereses, desde la animación japonesa y los cómics hasta las películas y series occidentales.

## Historia
En 1997, Editorial Ivrea fue fundada por Leandro Oberto y Pablo Ruiz (no confundir con el cantante argentino del mismo nombre), por entonces ambos de 21 años. Anteriormente Oberto había fundado la editorial Genux, pero decidió cerrarla luego de algunas malas decisiones empresariales.
La primera edición de Lazer salió el 7 de julio de 1997. En este ejemplar ya se muestran las características permanentes de la revista: el lenguaje coloquial, el humor y los editoriales de Leandro Oberto al comienzo de cada número. Los miembros de Ivrea, (en especial Oberto) tenían una relación muy directa con el público, algo que los diferenciaba de la competencia. El diseño original de la revista, que se mantendría por muchos números, fue realizado por Martin Varsano y Gastón Enrichetti, quienes luego serían los responsables de diseñar Xtreme_PC_revista, Next Level, y posteriormente Nuke!, esta última una revista sobre la misma temática que Lazer.
En 1998, Oberto conduce el bloque de televisión El Club del Anime por el canal Magic Kids, lo cual aumenta las ventas de la revista, aunque luego sería despedido de la señal. En el mismo año Ivrea distribuye cómics de la editorial americana Top Cow; sin embargo estos no tienen el éxito esperado. Desde entonces Ivrea nunca más publicaría historietas en formato comic book. También en 1998 publicarían dos cómics argentinos de ciencia ficción: Area (por Pier Brito y Alejo García Valdearena) y Convergencia (por P. Brito y Oberto).
En febrero de 1999, Leandro Oberto fue despedido de la señal Magic Kids por decisión de los ejecutivos del canal, poco después de que se publicara el número #13 de Lazer en el que abarca el tema de la censura del anime en la televisión, particularmente en Magic Kids, donde él conducía su bloque temático. Según las declaraciones de Oberto al diario Página/12, la principal razón que provocó su despido fue por haber promocionado ese número de febrero con la frase “Todo lo que Magic no quiere que veas” en la tapa, y no por haber expuesto información sobre la problemática de la censura del anime en Argentina. En el mismo año, la revista aumenta su cantidad de páginas de 32 a 68, mejorando además la calidad del papel. Ivrea estrena la revista Ultra (una antología de cómics argentinos, siendo el más recordado 4 Segundos) y publica el manga traducido de Ranma ½, uno de los primeros en ser distribuidos legalmente en Argentina.
Entre 2000 y 2001 Lazer llegó a su pico más alto de popularidad llegando a vender 30.000 ejemplares por bimestre, acompañado por la salida del canal Locomotion y otros que comenzaban a transmitir anime como Cartoon Network y Fox Kids. Las notas sobre cómic argentino, europeo y americano son abandonadas casi por completo. A finales de 2001, debido a la crisis económica y social disparada ese año, se da el forzado cierre y desaparición de muchas revistas similares (Comiqueando, Nuke y Mutant Generation, entre otras) pero Lazer sigue saliendo, ahora de forma más irregular y esporádica.
El período de 2002 a 2004 se caracteriza por una presencia menor de Oberto, quien había fundado la sede española de Editorial Ivrea. En 2004 Pablo Ruiz muere de cáncer y la revista se toma 10 meses de silencio. Finalmente, en septiembre de 2005 sale el #34, con un diseño totalmente renovado, nuevo staff y lanzamiento mensual. En esta época se introducen muchas secciones de humor que son rápidamente canceladas por poca aceptación del público. Durante este mismo año Locomotion es reemplazado por Animax.
En julio de 2007 se cumplió una década desde el primer número y la Editorial Ivrea organizó el evento LazerManiax para festejarlo. Sin embargo la verdadera celebración se da en el #50, en enero de 2008.[cita requerida] En 2008 Agustín Gómez Sanz, quien escribía en la revista desde sus inicios, abandona Ivrea para fundar la editorial LARP.
En la última etapa (a partir del #47), la revista comienza a dedicar más espacio a series de acción en vivo, así como caricaturas y anime retro, debido a que Animax tardaba meses en estrenar series nuevas.
En julio de 2009 sale el quincuagésimo noveno y último ejemplar, con una tapa dedicada a Dragon Ball Z.

## Secciones
Lazer tuvo varias secciones a lo largo de su historia, siendo las más populares No Podés! y Lazermail. A su vez las notas estaban divididas en subsecciones como "Manga", "Géneros", "Avance", "Clásicos", "Inédito", "En TV", "Videojuegos" y "Multimedia".
| Sección                                              | Publicación | Información                                                                                   |
| ---------------------------------------------------- | ----------- | --------------------------------------------------------------------------------------------- |
| News                                                 | 1997-2009   | Sección de noticias.                                                                          |
| ¡No Podés!                                           | 1997-2009   | Sección de humor.                                                                             |
| Lazermail                                            | 1997-2009   | Correo de lectores.                                                                           |
| Gente al pedo                                        | 1999-2001   | Sección humorística sobre chindogus (inventos absurdos).                                      |
| El Rinconcito de Él La Canción                       | 2001        | Sección humorística protagonizada por un juguete pirata de Ricky Martin.                      |
| Historia y gloria de Mechapoch                       | 2001        | Sección humorística.                                                                          |
| Mechapoch vs. El La Canción: The Ultimate Gay Battle | 2001        | Crossover entre ambos personajes en forma de cómic.                                           |
| Mundo Bizarro                                        | 2002-2008   | Sección humorística muy parecida a ¡No Podés!.                                                |
| Garage Robot                                         | 2005        | Sección humorística, solo apareció en un número.                                              |
| Yo Rogelio                                           | 2005-2006   | Sección humorística.                                                                          |
| Charlas Off-Topic                                    | 2005-2006   | Sección con correo y reflexiones sobre la cultura argentina.                                  |
| El Submundo de Edu                                   | 2005-2006   | Reflexiones de "Edu" (Eduardo Di Costa) sobre mujeres y sexo.                                 |
| Un día en la vida de...                              | 2005-2006   | Entrevistas ficticias a personajes de anime y videojuegos.                                    |
| Abrí el pico                                         | 2006-2007   | Entrevistas ficticias por el pingüino uruguayo de peluche Pepe Artigaz.                       |
| La Lupa                                              | 2007-2008   | Notas de opinión por Lucía Foos.                                                              |
| Lupamail                                             | 2008        | Correo de lectores respondido por Lucía Foos.                                                 |
| Los que la tienen re clara                           | 2008-2009   | Cuatro personajes estereotípicos dan su opinión sobre animes, series y películas del momento. |
| Japan Hits                                           | 2008-2009   | Los últimos éxitos de la TV japonesa.                                                         |
| USA Hits                                             | 2009        | Los últimos éxitos de la TV estadounidense.                                                   |

## Números especiales
También se han producido 6 números excepcionales llamados Lazer PLUS!, en donde se abarca por completo un tema en específico. Las 6 publicaciones cubren el mundo de Robotech, Neon Genesis Evangelion, Dragon Ball, Los Simpson, Naruto y Saint Seiya respectivamente. Al igual que su predecesor de publicación periódica, las PLUS! están divididas en secciones con la ya clásica mezcla de humor y objetividad que las caracteriza.
También existe otra línea de especiales dedicada a eventos llamada Lazer EXTRA. En esta colección ha aparecido un solo ejemplar dedicado a la convención de cómics "Megacomics" del año 2006.

## Fin de la publicación
El 14 de agosto de 2009 cesa la publicación de la revista, debido a presiones de las editoriales japonesas por el uso de las imágenes de sus propiedades intelectuales que ellos consideraban ilegal. En la web de la revista se puede apreciar el siguiente texto:
"Lazer deja de ser publicada por presión de Shueisha y Shogakukan. Las mencionadas editoriales japonesas han transmitido a Ivrea que no ven con buenos ojos la participación de su staff en la revista Lazer, a la cual -bajo criterios japoneses- consideran ilegal por hacer uso de imágenes de sus personajes. A fin de no afectar a Editorial Ivrea -fundadora de Lazer- y para que ésta pueda preservar su buena relación con estas empresas y no se ponga en riesgo la continuidad de las series de manga de estas dos editoriales japonesas que Ivrea publica en Argentina, Lazer Ediciones ha optado por cesar la publicación de Lazer. Lazer, en sus 12 años de existencia, no había sido objetada nunca por estas editoriales japonesas pese a conocer su existencia. Agradecemos a todos los que nos han seguido a lo largo de más de una década, ha sido un honor tenerlos de lectores."
Una nueva publicación, Ronin, fue publicada por exmiembros del equipo de Lazer, pero solo consiguieron sacar un número y luego se canceló.